# Qualificazioni al campionato mondiale di football americano Under-19 2012
Risultati delle qualificazioni ai Mondiali di football americano Under-19 Stati Uniti 2012.

## Europa
32 membri IFAF:
- 8 partecipanti
- si qualificano 3 squadre.

Vanno alla fase finale le prime tre classificate all'Europeo Under-19 2011:
- Austria
- Francia
- Svezia

## Asia
5 membri IFAF:
- 4 partecipanti
- si qualifica 1 squadra.

Va alla fase finale:
- Giappone (per invito)

## America
16 membri IFAF:
- 5 partecipanti (di queste gli Stati Uniti sono qualificati direttamente quale nazione ospitante e campione in carica)
- si qualificano 3 squadre.

Il Canada è qualificato per invito.

Vanno alla fase finale:
- Stati Uniti
- Canada
- Panama

## Oceania
3 membri IFAF:
- 2 partecipanti
- si qualifica 1 squadra.

| Gold Coast 24 febbraio 2012, ore 16:00 UTC+10 | Australia | 7 – 93 (0-8 0-30 0-29 7-26) | Samoa Americane | Runaway Bay Sports Center |

Va alla fase finale:
- Samoa Americane